# Теодофред
Теодофред (Теудофред или Теудефред; лат. Teodofredus, исп. Teodofredo; казнён между 702 и 709) — знатный вестгот, герцог; отец последнего правителя Вестготского королевства Родериха и, по некотором данным, близкий родственник первых правителей Астурийского королевства.

## Биография
Основным раннесредневековым нарративным источником о Теодофреде является созданная в 880-х годах «Хроника Альфонсо III».
Согласно этому труду, Теодофред происходил из знатной вестготской семьи. Его отцом был король Хиндасвинт (правил в 642—653 годах), братом — король Реккесвинт (правил в 649—672 годах), а сыном — последний король Вестготского государства Родерих (правил в 709—711 годах). Якобы, Теодофред был внебрачным сыном Хиндасвинта, с которым отец расстался, когда тот был ещё младенцем. Однако эти родственные связи Теодофреда вызывают сомнение у современных историков. Тем не менее, не вызывает дискуссий его принадлежность к высшим кругам вестготской знати.
Точно не известно, какой из областей Вестготского королевства управлял Теодофред. Однако упоминание его как герцога (лат. dux) позволяет предполагать такую возможность. Некоторые современные авторы называют Теодофреда герцогом Кордовы.
Если Теодофред действительно был сыном Хиндасвинта, то он был одним из немногих членов этой семьи, без значительных последствий переживших преследования, которые в начале правления король Эгика обрушил на возможных претендентов на престол после восстания 692—693 годов, возглавленного архиепископом Толедо Сисибертом и, возможно, Сунифредом.
В «Хронике Альфонсо III» сообщается, что опасаясь возможных притязаний Теодофреда на королевский титул, Эгика повелел его ослепить и сослать в Кордову. Современные историки по-разному трактуют эти сведения. Часть из них считает, что предположительно около 700 года Теодофред поднял мятеж против Эгики. Однако попав в плен к королю, он был ослеплён. Этим Теодофред полностью лишался возможности претендовать на престол, так как согласно вестготским обычаям королём не мог стать человек с увечьем. Остаток жизни Теодофред провел в ссылке в Кордове, где у Эгики и его сына Витицы было много сторонников. По другому мнению, хотя Теодофред и был внебрачным сыном Хиндасвинта, женившись на знатной женщине по имени Рекила (или Рекилона), он получил поддержку её влиятельных родственников и с тех пор стал опасным для Эгики. Возможно, Теодофред стал главой той части вестготской знати, которая была недовольна правлением короля. Историки ставят Теодофреда в один ряд с другими знатными вестготами, при Эгике и Витице пострадавшими за свои намерения, реальные или мнимые, захватить престол: Сунифредом, Фавилой и Пелайо.
Дата смерти Теодофреда неизвестна. Возможно, вскоре после восшествия на престол короля Витицы он по неизвестным причинам был казнён.
В «Хронике Альфонсо III» сообщается, что Теодофред был женат на знатной вестготке Рекиле. В этом браке родился, по крайней мере, один сын: король Родерих. Есть предположения, что Теодофред мог быть отцом ещё двух неизвестных по именам персон, дети которых в арабских средневековых источниках называются «племянниками Родериха». Однако известная информация об этих людях, скорее всего, свидетельствует, что они были дальними родственниками последнего правителя Вестготского королевства.
В отличие от Теодофреда, его сын Родерих не только никак не пострадал из-за опалы отца, но и не позднее 709 года стал с согласия короля Витицы герцогом Бетики. Известно, что женой Родериха была Эгилона, возможно, близкая родственница Эгики и Витицы. Когда был заключён этот династический брак точно не известно: если ещё при Витице, тогда с его помощью Родерих стал герцогом Бетики; если уже после смерти Витицы в конце 709 или начале 710 года, тогда целью брака была легитимизация восшествия Родериха на вестготский престол. Возможно, этот брак был попыткой примирения двух враждовавших знатных семейств: потомков Хиндасвинта и родственников Эгики.
В «Хронике Альфонсо III» также утверждается, что братом Теодофреда был герцог Фавила, отец первого астурийского короля Пелайо. Однако достоверность родственных связей Теодофреда с членами Астуро-Леонской династии вызывает сомнение. Созданная почти через два века после описываемых в ней событий, «Хроника Альфонсо III» могла в этой части содержать неточности: или непреднамеренные, возникшие из-за трудности получения её автором достоверной информации о вестготском периоде истории Испании, или внесённые сознательно. Возможным побудительным моментом автора хроники во втором случае медиевисты считают желание связать родственными узами правителей Астурийского королевства с их предшественниками из Вестготского государства.
По ещё одному мнению, упоминавшемуся в «Europäische Stammtafeln», Теодофред и его жена Рикила были родителями герцога Фавилы. Однако эти сведения начинают появляться только в трудах историков Нового времени, тогда как в средневековых исторических источниках такие родственные связи Теодофреда и Фавилы не упоминаются.

## Комментарии
1. ↑  В работах современных историков термин «dux» часто передаётся как «герцог». Однако наряду с другими раннесредневековыми должностями (например, должностью «comes», передающейся как «граф»), «перевод этих терминов весьма условный» и «очевидно, что dux VI в. значительно ближе к вождю, предводителю, чем к герцогу классического Средневековья»[10].
2. ↑  Ю. Б. Циркин датировал мятеж Сунифреда 702 годом[2].
3. ↑  По мнению ряда историков, мятеж Теодофреда произошёл уже после восшествия Витицы на престол в 702 году[2][11][12].